# Gynoplistia skusei
Gynoplistia skusei là một loài ruồi trong họ Limoniidae. Chúng phân bố ở miền Australasia.